# Diem (rivière)
Pour les articles homonymes, voir Diem.
Le Diem est une petite rivière néerlandaise de la Hollande-Septentrionale.
La rivière coule entièrement sur le territoire de la commune de Diemen, à l'est de la ville, à qui elle a donné son nom. Le Diem reçoit le Gaasp et se jette dans l'IJmeer, partie sud-ouest de l'IJsselmeer.
Le Diem est coupé en deux par le Canal d'Amsterdam au Rhin.